# Hindenburg (podobóz KL Auschwitz)
Hindenburg – niemiecki nazistowski podobóz Auschwitz-Birkenau, zlokalizowany w Hucie w Zabrzu.

## Historia obozu

### Lokalizacja
Podobóz utworzono w sierpniu 1944 r. na terenie huty w Zabrzu. Zakład funkcjonował od 1782 r., znacząco rozwinął się z początkiem XX wieku. Podczas II wojny światowej zarząd sprawowali Niemcy (huta należała do spółki Vereinigte Oberschlesische Hüttenwerke AG). Zabrzański podobóz KL Auschwitz - ,,Hindenburg'' był jednym z ok. 20 niemieckich obozów znajdujących się na terenie miasta w okresie wojny.

### Powstanie obozu i warunki pobytu więźniów
Nie wiadomo kiedy dokładnie powstał obóz. Pierwszy transport kobiet z Oświęcimia wysłany został pomiędzy 31 lipca a 3 sierpnia 1944 roku. Wśród całkowitej liczby więźniarek większość stanowiły Żydówki polskie pochodzące z okolic Radomia i Bliżyna. Dodatkowo skierowano do podobozu Żydówki słowackie, czeskie i Romki. Przez cały okres funkcjonowania zmieniała się ilość więźniarek. W szczytowej fazie, w podobozie przebywało ok. 470 kobiet. W obozie przebywało również 18 więźniów Sinti i Romów. Więźniowie zakwaterowani byli w drewnianych barakach, otoczonych ogrodzeniem z drutu kolczastego pod napięciem, wzdłuż którego znajdowały się cztery wieże strażnicze. W pobliżu Odlewni IV wybudowano kilka drewnianych baraków, w których mieściły się magazyny, kuchnia i kwatery dla więźniów. W każdym z trzech baraków mieszkalnych więźniarki spały po około 125 osób. Pierwsze więźniarki, które przybyły do podobozu Hindenburg, musiały zbudować toalety. Przybyłych w październiku ok. 70 mężczyzn z kolei ulokowano w oddzielnym baraku.

### Warunki pracy
Żydowskie więźniarki pracowały głównie przy produkcji amunicji artyleryjskiej i granatów, a także przy spawaniu wózków do przewożenia bomb lotniczych. Mężczyźni wykonywali przede wszystkim prace porządkowe oraz pracowali w pobliskiej kopalni węgla. W obozie znajdowała się także izba chorych, w której pracował lekarz więzienny. Więźniowie zbyt chorzy, aby pracować, byli transportowani z powrotem do Auschwitz-Birkenau.

Warunki osadzenia, w porównaniu do innych podobozów, nie były najgorsze. Jak zeznała po wojnie jedna z więźniarekː
„Nie byłam świadkiem śmierci więźniarek w obozie Hindenburg i nie słyszałam o takich zdarzeniach. Najgorsze, co widziałem, to to, że Taube zadał około 50 ciosów w plecy i zad więźniowi, który podobno wymienił list w fabryce z robotnikiem płci męskiej. Podobnie ściął wszystkie włosy tej dziewczyny. Całość wydarzyła się wcześnie rano, około godziny 4.00.”
Jak zeznał po wojnie Wilhelm Fuchsː
"Większość Żydówek była zatrudniona w odlewniach III i IV. Czwartą odlewnią była duża hala. Na parterze więźniowie pracowali przy produkcji wózków do transportu bomb, na piętrze (gdzie było ich więcej – około 100) przy tokarce… Kilku więźniów skierowano po odpowiednim przeszkoleniu zawodowym do obsługi dźwigów, część zatrudniono także w transport piasku.”

### Personel obozowy
Kierownikiem obozu był SS‑Unterscharführer Adolf Taube. Ponadto, kontrolę sprawowała tam Maria Mandl. W obozie przebywała także Oberaufseherin Johanna Bormann. Esesmanów (ok. 20 strażników z Wachkompanie Monowitz) przy pełnieniu straży wspierało kilkunastu żołnierzy Wehrmachtu i Luftwaffe z 8. Kompanii Wartowniczej Auschwitz i SS-Aufseherinnen.

### Koniec funkcjonowania
W styczniu 1945 r. osadzonych ewakuowano pieszo do Gliwic, skąd więźniarki przewieziono koleją do obozu Gross‑Rosen i dalej w głąb Niemiec, a więźniów do Buchenwaldu. Nie jest znana skala śmiertelności obozu, jak również liczba zmarłych w trakcie ewakuacji.

### Upamiętnienie
Obóz nie został w żaden sposób upamiętniony. Część z więźniów została pochowana na Cmentarzu żydowskim w Zabrzu.